# San Nicasio
San Nicasio est une marque espagnole de chips de pommes de terre de haut de gamme pour l'épicerie fine lancée en 1999. Ces chips frites à basse température ont été plusieurs fois primées par l'Institut international des sélections de la qualité de Bruxelles (Monde Selection) et ont une grande notoriété liée à leur prix élevé.

## Histoire
L'entreprise San Nicasio a été fondée en 1999 à Priego de Córdoba dans la province de Cordoue (Andalousie) par Rafael del Rosal Lopez et son épouse Carmen Osuna,.
Au Royaume-Uni, ses produits sont distribués par Fayrefield Foods, qui privilégie des distributeurs ayant une image de luxe tels que Harvey Nichols et Harrods,.

## Produit

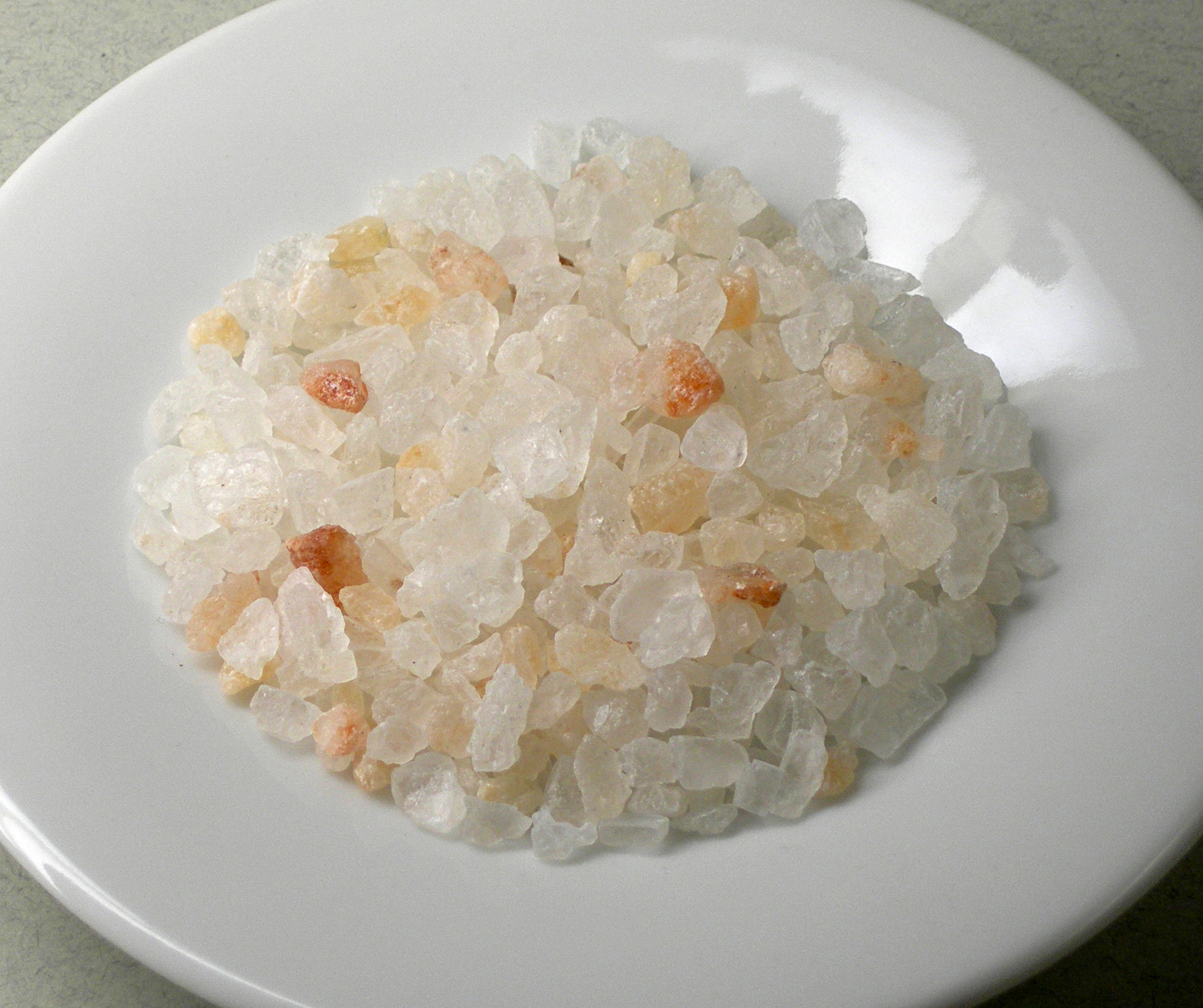
Sel « rose » himalayen.

Les chips San Nicasio sont produites artisanalement en petites quantités. Les ingrédients sont des pommes de terre catalanes de variété Agria, de l'huile d'olive vierge extra et du sel rose himalayen (terme de marketing désignant le sel gemme),.
L'huile d'olive employée bénéficie d'une appellation d'origine Priego de Córdoba AOP.
Elles sont proposées au goût sel rose de l’Himalaya, truffes, poivres, paprika fumé et en trois conditionnements : 40, 150 et 190 g.

### Cuisson
Les chips sont préparées par une méthode de friture lente et à basse température, contrairement à la plupart des autres marques de chips,,.
Selon le propriétaire, Rafael del Rosal Lopez, cela permet de prévenir la formation de substances indésirables.
Comme l’acrylamide : le terme reste peu connu du grand public. Pourtant, ce composé, formé naturellement en cas de cuisson à haute température d'aliments riches en amidon serait toxique. De plus l’huile utilisée (olive vierge extra) pauvre en graisses trans est idéale pour celle et ceux qui surveillent leur taux de cholestérol. La plupart de fabricants de chips utilisants des huiles bon marché comme l’huile de tournesol mauvaise pour la santé des artères.

### Prix
Au Royaume-Uni, ce produit a bénéficié d'une importante couverture médiatique lors de sa commercialisation, au moment de la crise financière mondiale, à cause de son prix élevé, de 4 livres (environ 5 euros) pour le grand paquet (soit environ le double du prix de chips ordinaires),,.
Le magazine sur l'alimentation, The Grocer, s'interrogeait : « Les amateurs britanniques de chips super-premium devront-ils débourser près de quatre livres pour ce nouveau snack ? », sans toutefois spéculer sur la réponse à cette question.
Le journal The Rich Times indiquait en 2011 que les analystes « étaient encore divisés » sur la question de savoir si un tel niveau de prix pour ce produit « avait du sens ».